# Tadawul
Tadawul (Arabe: le تداول) est l'indice de la bourse d'Arabie Saoudite, situé à Riyad.

## Corrélation avec les autres bourses
Les performances annuelles de l'indice Tadawul se sont rapprochées de celles du Dow Jones, du DAX, du CAC 40 et du Footsie, les grands marchés boursiers étant de plus en plus dépendants les uns des autres depuis une quinzaine d'années.

## Composition
Composition au 30 avril 2008 (115 compagnies): 

### Banques et services financiers
- Riyad Bank
- Banque AlJazira
- Banque d'affaires saoudienne
- La banque saoudienne de Holandi
- Saoudien Faransi de Banque
- SABB
- National Bank arabe
- Groupe financier de samba
- Banque de Rajhi d'Al
- Banque d'Al-Bilad

### Industries pétrochimiques
- Sabic
- SAFCO
- Industrialisation
- Alujain
- NAMA
- SIIG
- Produit pétrochimique du Sahara
- YANSAB
- Sipchem
- Polypropylene Company avançé (APPC)
- Kayan saoudien
- Petro Rabigh

### Ciment
- Ciment arabe
- Ciment de Yamamah
- Ciment saoudien
- Ciment de Qassim
- Ciment méridional
- Ciment de Yanbu
- Ciment oriental
- Ciment de Tabuk

### Détail
- Saudi Automotive Services Company
- Thimar
- Fitaihi
- Jarir
- Aldrees
- AlHokair
- Alkhaleej Trng

### Énergie et utilités
- Gaz et industrialisation Cie. de Nathional. (GASCO)
- Saudi Electricity Company (sec)

### Agriculture et industries alimentaires
- Groupe de Savola
- Nourriture
- SADAFCO
- Almarai
- Possessions d'Anaam
- NADEC
- Agriculture de Qassim
- Agriculture de grêle
- Agriculture de Tabuk
- Pêche saoudienne
- Agriculture orientale
- Agriculture de Jouff
- Agriculture de Bishah
- Agriculture de Gizan

### Technologie de télécommunication et d'information
- Saudi Telecom
- Etihad Etisalat
- Zain

### Assurance
- National Company pour l'assurance de coopérative/Tawuniya
- Assurance de Malath
- MEDGULF
- ALLIANZ SF
- SALAMA
- Assurance de Walaa
- Bouclier Arabe
- SABB Takaful
- SANAD
- SAICO
- Indien saoudien
- Union de Golfe
- ATC
- Al-Ahlia
- ACIG
- AICC
- Syndicat
- Assurance de Sagr
- BUPA Arabie

### Multi-Investissement
- SARCO
- Industries avançées Cie. de Saoudien. (SAIC)
- Al-Ahsa pour le réalisateur. Cie.
- SISCO
- Développement d'Assir
- Développement d'Al-Baha
- Kingdom Holding Company

### Investissement industriel
- SPIMACO
- Verre Cie.
- FIPCO
- Maadaniyah
- Produit chimique saoudien
- Fabrication de papier saoudienne Cie.
- AlAbdullatif
- Exportation industrielle saoudienne Cie. (SIEC)

### Bâtiment et construction
- En céramique
- Gypse
- Saudi Cables Company
- Saoudien industriel
- Pipes
- Amiantit
- Groupe industriel d'Al-Zamil
- AL Babtain
- MESC
- SVCP
- Mer rouge

### Développement immobilier
- Immobilière Saudi Company
- Taiba Investment et Real Estate Development Company
- Construction de Makkah
- Développement Cie. d'Arriyadh.
- Emaar la ville économique. (Emaar)
- Jabal Omar
- Al Arkan de Dar

### Transport
- National Shipping Company de l'Arabie Saoudite
- Transports terrestres saoudiens Cie. (Mubarrad)
- Saudi Public Transport Company
- Saoudien de budget

### Médias et édition
- Tihama
- Groupe saoudien de recherches et de vente (SRMG)
- Saoudien imprimant et empaquetant Co (SPPC)

### Hôtel et tourisme
- Hôtel et Resort Company saoudiens
- Feintes

## Actualités
- Russell Investments : accord avec la Bourse saoudienne  : Russell Investments et la Bourse saoudienne (Tadawul), qui représente la moitié de la capitalisation boursière et près de trois-quarts des volumes boursiers négociés sur les marchés d'actions du Conseil de Coopération du Golfe (CCG), ont signé un accord selon lequel Tadawul autorise Russell à concevoir des indices portant sur le marché saoudien. Abdullah Suweilmi, CEO de Tadawul, déclare que: « Tadawul est ravi d’intégrer Russell Indexes dans la liste croissante de fournisseurs d’indices agréés présents en Arabie Saoudites. » [1]